# خشب

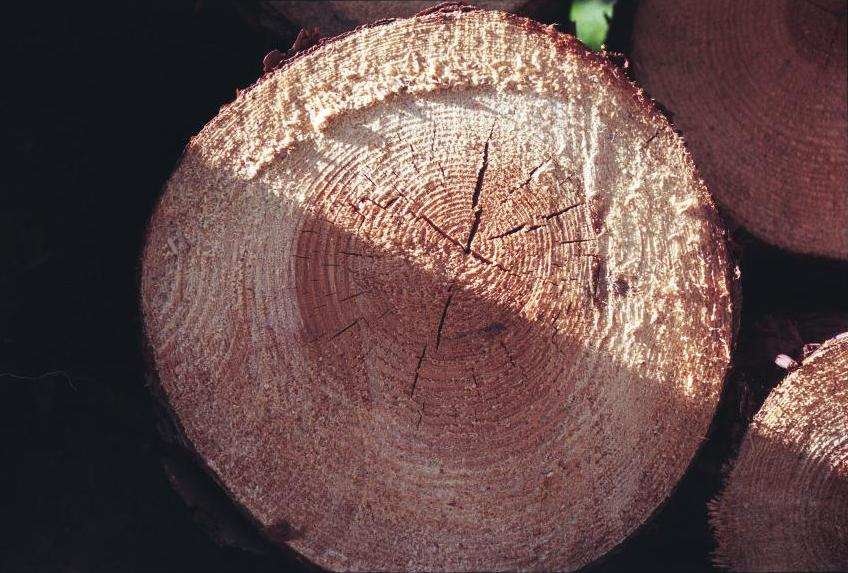
جذع شجرة

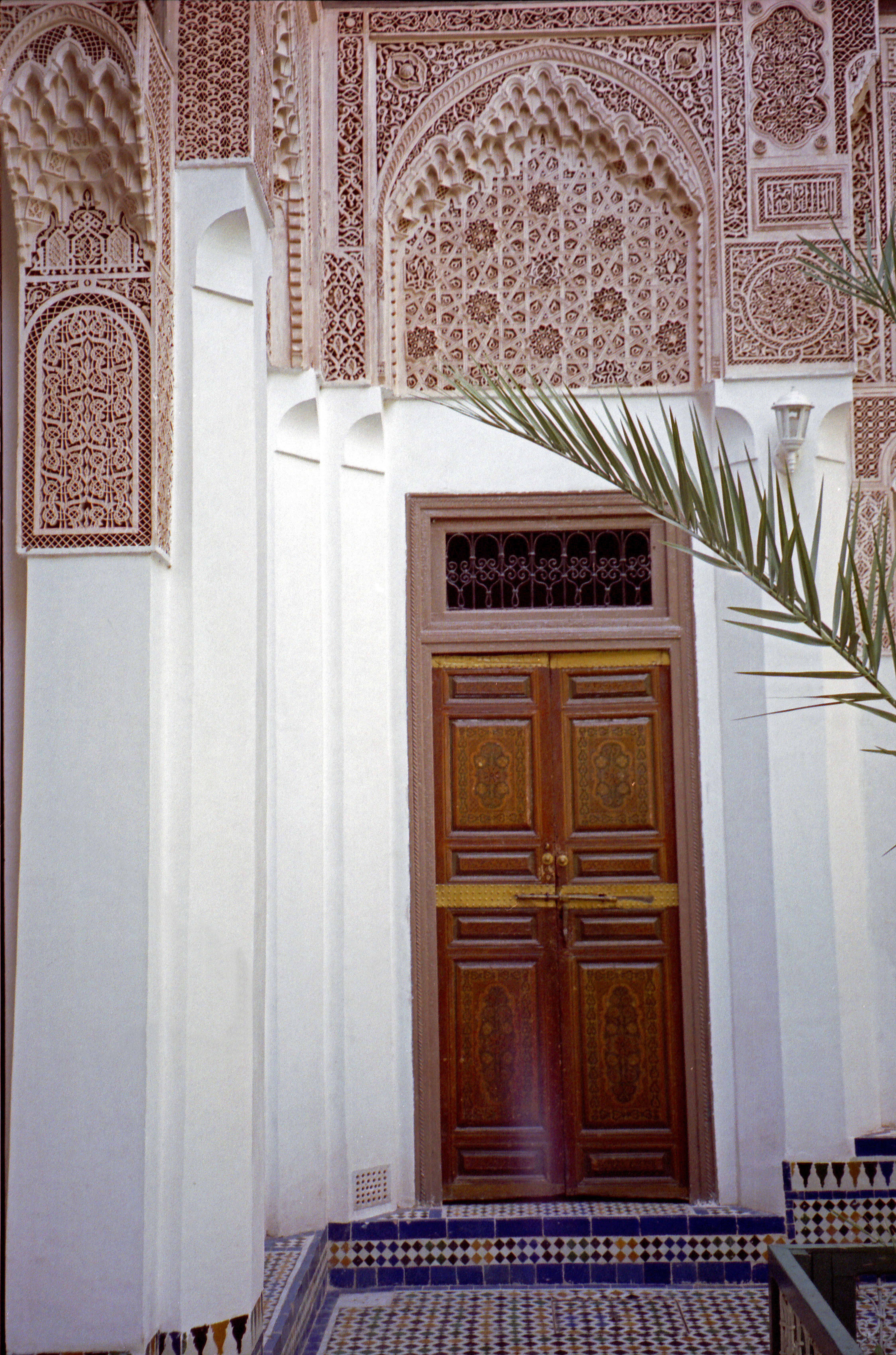
باب خشبي

الخشب هو مادة عضوية مسامية مسترطبة قابلة للتشكل أي تتخذ أوضاعاً مختلفة في نموها استجابة للمؤثرات الخارجية ويستخرج الخشب من النباتات الخشبية وتحديداً من الأشجار والشجيرات والأخشاب.

## أنواع الخشب

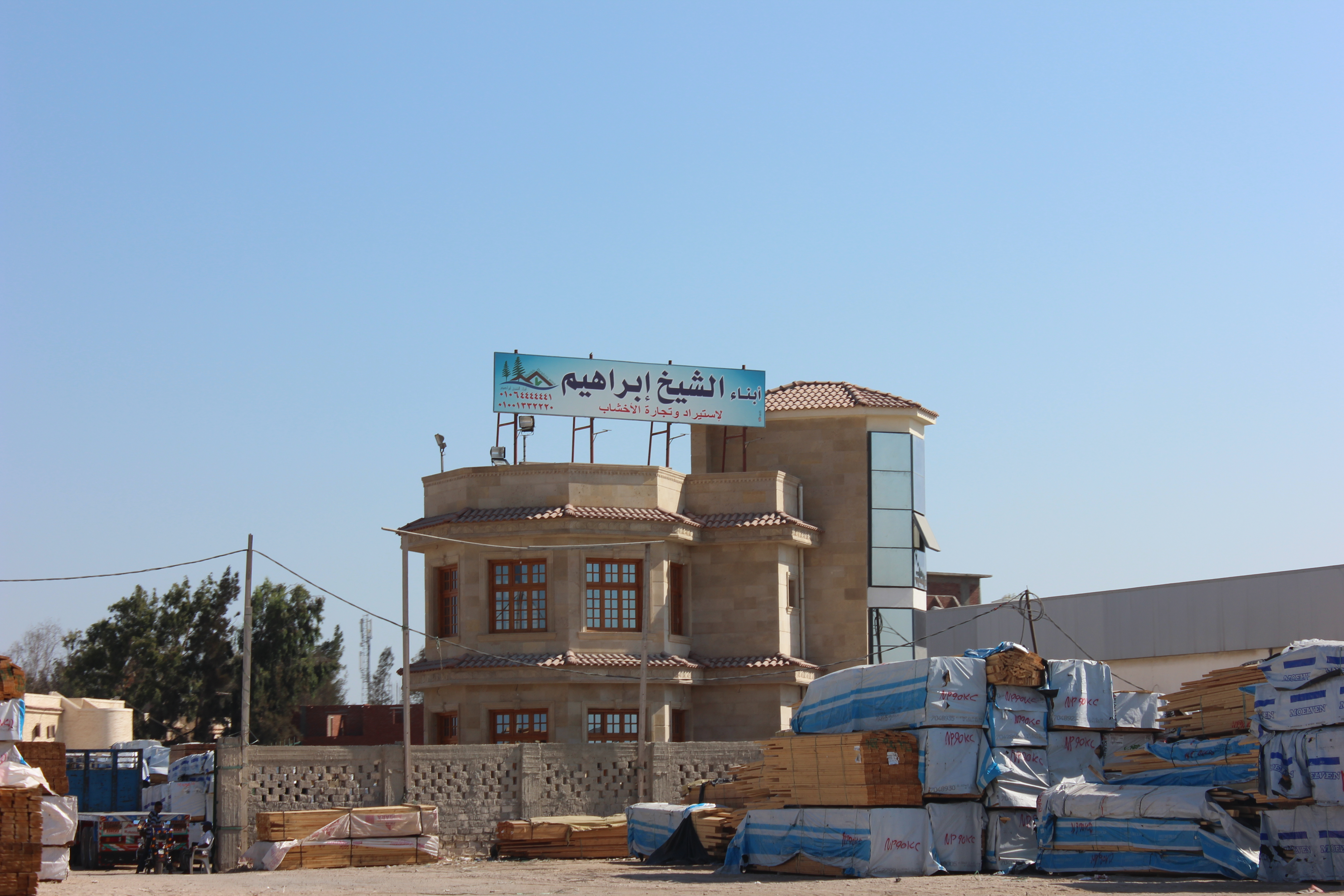
الأخشاب سلعة قيمة يُتاجر فيها

### تنقسم الأخشاب إلى قسمين
الأخشاب الصلبة والأخشاب اللينة. وكما يشير الاسم فإن الخشب اللين يكون أطرى وأضعف، وذو عامل متانة أخفض من الخشب القاسي، على الرغم من أنه لا يمكن تعميم هذه الخواص بشكل عام حيث تبقى هناك استثناءات.
أولاً : الأخشاب اللينة:
وتنقسم إلى قسمين :
أ-الأخشاب اللينة الطبيعية:
وهي الناتجة من أشجار الصنوبريات ذات الأوراق المدببة دائمة الخضــرة وهي تستخدم في أغلب أعمال الإنشاءات التي تتميز برخص ثمنها نسبياً وتتوافر فيها المقاومة اللازمة، لأغراض الإنشاءات كما تتميز بسهولة تشكيلها والعمل بها حسب الحاجة وذلك لليونتها واعتدال أليافها.
ومنها الأنواع الآتية :
- الخشب الأبيض:

ويستورد من كندا واسكتلندا وروسيا والبلقان، وقد يعرف أحياناً باسم البياض والشوح وتبلغ كثافته حوالي 35 كجم للمتر المكعب عندما تكون نسبة الرطوبة فيه 12% ومنه عدة أصناف هي :
(لوح ورق تخانة- ولوح تقليد «بندق» -ولوح لاتزانة- ولوح بونتي - والفلليري المراين -وأنصاف المراين -والبغدادلي والبرطوم السلطاني).
- خشب السويد:

هو المعروف باسم الشوح الأصفر أو الموسكي، ويستورد من روسيا والسويد وكثافته 45 كجم عندما تكون الرطوبة فيه 12%.
- خشب البينو Pino:

هو المعروف باسم الصنوبر الأحمر ويعتبر أقوى أنواع الأخشاب السابقة صلابة ولونه يميل إلى الاحمرار، وهو يستورد من يوغوسلافيا ووسط أوروبا على هيئة كتل كبيرة مختلفة وأطوال تصل إلى 12 متراً ولا يقل وزنه عن 600 كجم/م3.
- خشب العزيزي Pitch Pine:

هو المعروف باسم الشوح الأصفر أو الموسكي، يتواجد في أمريكا الشمالية ويتميز باللون الداكن ويزن المتر المكعب منه حوالي 800 كجم عندما تكون نسبة الرطوبة فيه 12%.
- أخشاب التنوب:

وهي أقوى وأمتن من الصنوبريات جميعها وتنمو أشجاره في المناطق الباردة مثل النرويج واسكتلندا وكندا وتتنوع إلى عدة أنواع، وهي : (التنوب التركي والتنوب الكرماني والتنوب الكندي والتنوب دوجلاس والتنوب البولاندي واللاط والآرز والجوز).
ب:الأخشــــاب اللينـــــة الصنـــــاعية :
- خشب الحبيبي :

يطلق هذا الاسم على ألواح الخشب المضغوط والمصنوع من نشارة الخشب أو مصاص القصب أو سيقان نبات الأرز، وسيقان نبات الكتان. وهذه الأنواع تلصق بواسطة مواد كيماوية لاصقة لمعالجتها صناعياً أساسها راتنجيات البوريا فورمالدهايد ثم تكبس في مكابس ميكانيكية تحت ضغوط مختلفة ودرجات حرارة تتناسب مع الأغراض المطلوب لها إذ تستعمل هذه الألواح في غرض امتصاص الصوت أو عازل للحرارة أو في صنع قطع النجارة والأثاث وهي في الغرضين الأولين يلزم لها عمل قشرة من البياض بالجبس أو المصيص أو تدهن بدهان مائي مثل دهان الغراء أو الديسيمتر، وفي الغرض الثالث تكسى بألواح الأبلكاج وتدهن ببوية الزيت أو بالأستر وقد بدأت صناعة هذا النوع من الخشب الحبيبي حديثا وتصنع على هيئة ألواح بالمقاسات والسماكات والأوزان الآتية :
-المقاسات المنتجة لمختلف المصانع هي :
1. 2.44 م × 1.22 م.
2. 3.66 م × 1.22 م.

- والكثافات المنتجة لمختلف المصانع هي :
1. 700 كجم/م3سمك. مم، 12 مم،16 مم، 19 مم، 21 مم، 25مم.
2. 500 كجم/م3 سمك 1. مم، 12 مم، 16 مم،19 مم، 21 مم،25 مم،26 مم، 30 مم، 36 مم.
3. 400 كجم/م3 سمك 21مم،26 مم، 30 مم،36 مم،40 مم.
4. 300 كجم/م3 سمك 30 مم، 26 مم، 40 مم.

- خشب الرقائق (الأبلكاج):

تشمل هذه المواصفات القياسية الخشب الرقائقي المضغوط المتعاكس الألياف(الخشب الأبلكاج) للأغراض العامة والمصنع من الأخشاب الصلدة المستوردة أو المحلية بواسطة القطـع الدائري أو المسطح (آلي شرائح) وملصقاته مع بعضها بواسطة مادة لاصقة.
- أبلكاج خشب رقائقي فلندي مغشي بالفينول:

هذا الأبلكاج يتكون من رقائق من خشب الأبلكاج ودائما الرقائق الداخلية من خشب البتولا والخشب اللين على التعاقب أما الرقائق الخارجية من خشب البتول وقد يجري ترابط هذه الرقائق بغشاء فينولي في حالات حرارة وضغط محكمة الضغط، ولذلك فإنه يوفر حماية جيدة ضد فعل الخرسانة الكيميائي وكذلك ضد حالات التبلل كما أنه لا يتأثر بالتغيرات في الرطوبة أو الحرارة، وأطراف الألواح مطلية كلياً بطبقة عازلة لمنع تسرب الرطوبة.
- خشب اتيكوبورد :

هذا الخشب مماثل للخشب الحبيبي في جميع مراحل تصنيعه، ولكنه يختلف عنه في أن الخشب الحبيبي يصنع من الكتان أو من قش الأرز أو من سيقان القطن وخلافه من النباتات الغير معمرة، ولكن هذا النوع يصنع من الخشب الطبيعي المفروم من جذوع الأشجار كالجازوارينا والكافور والزان وخلافه أي من جذوع الأشجار المعمرة ويمتاز عن الخشب الحبيبي في التالي :-

-صلابته : عدم تأثره بالماء كثيراً – يدور في عدد دورات الشدات الخشبية أكثر من الحبيبي – دورة أو دورتان – وفي مجموعه يستعمل في الأغراض التي تستعمل في الخشب الحبيبي ومنه أنواع كثيرة غطيت بقشرة من خشب الماهوجنا أو القرو وخلافه لتصلح في أعمال الموبيليا.
- درجة التأثير بالمياه : أن الزيادة لا تتجاوز 6% من السمك الأصلي في مدة غمره بالماء لمدة ساعتين.

المقاسات الموجودة حالياً بالسوق : 185 × 250 سم، 185 × 375 سم.
- الألواح السدية (الكونتريلاكيه) :

تتكون من سدائب من الأخشاب اللينة متراصة جنباً إلى جنب بدون فراغات، ومغطاة من الوجهين بقشرة من الخشب أليافها في اتجاه متعامد مع ألياف السدائب. ويتراوح سمك اللوح عامة بين 16 مم و50 مم وأبعاده الشائعة 2,2. ×1.22 متراً، وتستخدم المواد اللاصقة الكيماوية في تثبيت القشرة الخارجية بين 2 مم و 6 مم، وتصنـــع الطبقات المكونة للقشرة (الأبلكاج) من أخشاب الحور والزان أو الماهوجنا أو القرو أو خلافها. وتختلف درجة جودة الألواح السدية باختلاف الخامات المستخدمة وطريقة التصنيع.
- الخشب المضغوط (الهاردبورد) :

تنتج هذه الألواح بطول 366 سم وبعرض 122 سم عادة وإن كانت بعض المصانع الأجنبية تنتج ألواحاً بطول 500 سم أيضاً. ويختلف الخشب المضغوط عن الخشب الحبيبي في أن صناعة الأول تتم بعد تحويل الألياف السليلوزية إلى عجينة شبيهة بعجينة الورق ثم تخلط بالراتنج (الصمغ)، ويتم تشكيل الألواح بالضغط العالي عند درجات حرارة مرتفعة كما هو الحال في الخشب الحبيبي، إلا أن الألواح الخشبية تعالج بعد ذلك في أفران للتحميص حتى لا تتأثر مستقبلاً بتغييرات درجات الحرارة أو الرطوبة الموجودة في الجو.
- القشرة الخشبية :

تصنع هذه القشرة الرقيقة من الأخشاب الثمينة من قشرات رفيعة وتلصق بالغراء فوق ألواح من الأخشاب اللينة لاعطائها مظهراً جميلاً، ولصق هذه القشرات عملية مألوفة في صناعة الأثاثات الخشبية، وهذا النوع يتميز برخص تكلفته.
ثانياً :الأخشاب الصلبة :
وهي الأخشاب الناتجة من فصيلة الأشجار ذات الأوراق المفلطحة، وتلك الأنواع من الأخشاب تستخدم في أغلب الأحيان في صناعة الأثاث.
وفيما يلي بعض أنواع الأخشاب الصلبة :
- البلوط " Ash " :

هذا النوع من الصعب العمل به و تكييفه وقابل للصقل ويزن المتر المكعب منه حوالي 800 كجم/م3 عندما تكون نسبة الرطوبة فيه 12%، ويستورد من إنجلترا أو دول البلطيق والنمسا وإيطاليا واليونان.
- الآرو " Oak " :

هذا النوع ينمو في نفس مناطق النوع السابق ولونه داكن ومنه عدة أنواع : القرو النمساوي وكثافته 800 كجم/م3، والقرو الإنجليزي ولونه عاجي داكن ويستخدم في نجارة الأبواب والشبابيك والسلالم والتجليد للحوائط، وأيضاً القرو المستورد من البلطيق، والقرو الأمريكي والذي يعرف باسم القرو الأبيض، وأخيراً القرو الأفريقي ولونه أحمر وهو صلد وصعب التشغيل.
- الــــزان :

وهو من أكثر الأخشاب الصلبة شيوعاً، كثافته 650 كجم/م3 عندما تكون نسبة الرطوبة فيه 12%
- المـاهوجني :

وهذا النوع أسمر مائل للاحمرار ومنه عدة أنواع وهي : ماهوجني كوبا، ماهوجني هندوراس، الماهوجني الأفريقي، الماهوجني الهندي، وكذلك ما يعرف باسم خشب الأطلس.
- خشب لسان العصفور :

ويستورد من أمريكا الشمالية وبريطانيا والمجر والنمسا وجبال البرانس، وكثيراً ما يعرض في الأسواق على أنه خشب بلوط.
- التــــك :

وهو خشب صلد قاتم اللون يتحمل التقلبات الجوية وتوجد أشجاره بكثرة في الهند وبورما وسيام.
- الجــــوز :

خشب صلد متين ولونه بني وبه ثلاثة أنواع : المائل للرمادي، والداكن، والمائل للسمرة الخفيفة. وأنواعه هي : الجوز الإنجليزي والجوز الأمريكي والجوز التركي والجوز الإيطالي.

## التركيب
الخشب هو عبارة عن مادة ليفية خلوية ذات جدران خلوية، تتكون بشكل رئيسي من السيللوزcellulose، هيميسيللوز hemicellulose، والخشبين(اللجنين) lignin. السيللوز هو بوليمير مخطط يتشكل من وحدات غلوكوز، وهو أكثر مادة كيميائية عضوية منتشرة في الطبيعة، وتشكل من 40% – 50 % من وزن الخشب. الهيميسيللوز هو مادة محولة من السيللوز وتشكل حوالي 30% من جدران الخلية والتي قد يختلف تركيبها حسب نوع الخشب. الخشبين هو معقد ثلاثي الأبعاد بوليمير فونولي والذي يشكل من 17% - 33% من بنية الخشب؛ وباقي وزن الخشب يتكون بشكل أساسي من مواد تكون متبقية في بنية الخلية، وتؤثر على خصائص مثل امتصاص الرطوبة وطول فترة العمر.

## نمو الأشجار
حلقات النمو في الأشجار تـُزيد الشجرة في القطر ويظهر ذلك من الحلقات التي تبدو في الدوائر الخارجية لداخل الجذع عند قطعه عموديا على الساق. وتلك الحلقات تزيد تبعاً للنمو السنوي للشجرة بمقدار حلقة واحدة سنوياً في المناطق المعتدلة . وبمشاهدة الحلقات ودراستها في الجذع يمكن تبيان الظروف المناخية التي نمت خلالها الشجرة، من أوقات الجفاف أو زيادة الأمطار. فالحلقة العريضة تشير إلى موسم نمو كبير ووفرة في الرطوبة(الماء)، والحلقات الضيقة تشير إلى موسم جفاف مثلاً. و كان يتم حساب عمر الشجرة بالمعاينة البصرية فعدد الحلقات هي عدد سنوات عمر الشجرة، أما حالياً فتقوم الحاسبات الآلية بمسح الحلقات واحتساب عمر الشجرة على وجه الدقة· دراسة الظروف المناخية عبر أزمنة طويلة تستغل فيها كل ما هو متوفر من أخشاب، سواء من أشجار على الطبيعة أو تكملتها بأخشاب قديمة - من مباني قديمة مثلا - مع مقارنة بين الأخشاب القديمة والأحدث منها على التوالي بحيث لا تحدث فراغات زمنية مجهولة.
- التركيب العضوي للأشجار:

إذا قطعت شجرة بمستوى عمودي على ساقها فيشاهد القطاع ويلاحظ فيه
1 – اللب :-
هو أول الأجزاء المكونة في جذع الشجرة ويتكون من نسيج خلوي برانشيمي، عندما تكون الشجرة صغيرة يكون اللب محتويا على نسبة كبيرة من سائل الغذاء وينعدم عند بلوغ الشجرة لسن الشيخوخة. وتنتقل دورة الغذاء إلى الحلقات المحيطة باللب ويزداد عددها سنوياً. وعند وجود تفرع للشجرة يلاحظ أن لب هذه الفروع يخرج من اللب الأصلي.
2 – الحلقات السنوية:-
هي حلقات النسيج الخشبي الخلوي، وتكون متمركزة بشكل متواز حول اللب. ولا تأخذ شكلا تام الاستدارة في بعض الأحوال، وأطلقت عليها هذه التسمية نظرا لتكون حلقة كل سنة في المناطق المعتدلة التي فيها انتظام في الفصول المناخية. لذا فيمكن الحكم على عمر الشجرة من عدد هذه الحلقات. أما في المناطق المدارية وتحت المدارية فالأمر يختلف بسبب إمكانية تكون أكثر من حلقة خلال السنة الواحدة.
وتكون الحلقات السنوية الأولية التكوين مفعمة بالمادة الغذائية التي تحملها الأشعة الخشبية، وتتصلب فيتكون منها الخشب المستعمل في الأعمال المتينة. يكون الخشب أقل صلابة كلما اقتربت الحلقات نحو القشرة ويصبح لونه فاتحا نسبيا
3 – الأشعة الخشبية:-
وهي عبارة عن نسيج برانشيمي بهيئة خطوط أفقية وعمودية على أجزاء الشجرة وتمتد من القلب نحو القشرة،
4 – القلف :-
هو الغلاف الخارجي الواقي للشجرة والذي ينقل الغذاء المصنع من الأوراق إلى أجزاء النبات المختلفة، أي من أعلى إلى أسفل . ويتكون القلف (القشرة) من خلايا ليفية وخلايا برانشيمية ويزيد سُمكها سنة بعد سنة بانضمام طبقات عليها من داخلها، وتتشقق عندما تبلغ الشجرة سن الشيخوخة.

## ميزات الخشب
يستخدم الخشب منذ فجر التاريخ في صناعة كل ما يحتاج إليه الإنسان، وذلك لعدة صفات مميزة للخشب عن غيره من المواد :
- سهولة الحصول عليه من الأشجار.
- قوة التحمل والصلابة.
- سهولة تشكيل الخشب وسهولة القطع.

## استخدامات الخشب
استخدم الخشب أساساً كوقود لإشعال النار، ومنه تم تصنيع الفحم النباتي الذي يستخدم كوقود أيضاَ. كما استخدم الخشب قديماً في صناعة السفن والأسلحة والمنازل والعربات (حتى أن أول الدراجات كانت خشبية) والآلات الزراعية وحتى الأحذية، وحديثاً لصناعة الأثاث والأرضيات· ويستعمل أيضا في صنع النماذج للمصممين.
وكذلك في تصنيع الأبواب والشبابيك الخشبية والسلالم الخشبية بنوعيها الثابت والمتحرك، وفي أعمال الديكور في تكسية الحوائط والأرضيات.